# 金希哲
金希哲（きんきてつ、キム・ヒチョル、김희철、1519年 - 1592年8月1日）は、李氏朝鮮中期の文臣、義兵長。本貫は金海金氏。
大韓民国国務総理を務めた金鍾泌の傍系先祖になる。また、恭嬪金氏の父でもある。

## 生涯
死後に兵曹に追贈された安敬公派の派組金永貞の曾孫である。
司䆃寺僉正在職中の1583年、私利に厳しいという弾劾を受けて罷免された。娘恭嬪金氏は宣祖の後宮になり、臨海君・光海君を生み、産褥で死亡した。その後、司圃署司圃等を務め、1592年に文禄・慶長の役が勃発すると、義兵長として日本軍と戦い戦死した。その後、領敦寧府事に追贈され、外孫光海君が王位に上がると、1610年5月に贈大匡輔国崇禄大夫議政府領議政、海寧府院君に追贈された。同時に3代前までの先祖も追贈された。

## 家族
- 曾祖父 : 金永貞[1]
  - 祖父 : 金世鈞
    - 父 : 金従寿
      - 妻 : 安東権氏(権璋の娘)
        - 息子 : 金礼直
        - 長女 : 恭嬪金氏[2](1553年 - 1577年5月1日)
        - 婿 : 宣祖
          - 外孫 : 光海君
          - 外孫 : 臨海君